# Herrickia
Herrickia es un género de plantas con flores perteneciente a la familia de las asteráceas. Comprende 4 especies descritas y  aceptadas.

## Taxonomía
El género fue descrito por Wooton & Standl. y publicado en Contributions from the United States National Herbarium 16(4): 186–187, pl. 50. 1913.

## Especies
A continuación se brinda un listado de las especies del género Herrickia aceptadas hasta junio de 2011, ordenadas alfabéticamente. Para cada una se indica el nombre binomial seguido del autor, abreviado según las convenciones y usos.
- Herrickia glauca (Nutt.) Brouillet
- Herrickia horrida Wooton & Standl.
- Herrickia kingii (D.C.Eaton) "Brouillet, Urbatsch & R.P.Roberts"
- Herrickia wasatchensis (M.E.Jones) Brouillet